# Champions Trophy de hockey sobre césped femenino de 1987
El Champions Trophy de hockey femenino 1987 fue la primera edición del torneo. Se llevó a cabo entre el 21 y 28 de junio de 1987 en Amstelveen, Países Bajos.

## Equipos participantes
- Nueva Zelanda
- Canadá
- Países Bajos
- Reino Unido
- Australia
- Corea del Sur

## Tabla de posiciones
| Pos | Equipo        | J | G | E | P | GF | GC | D/G | Pts |
| --- | ------------- | - | - | - | - | -- | -- | --- | --- |
|     | Países Bajos  | 5 | 5 | 0 | 0 | 21 | 3  | +18 | 10  |
|     | Australia     | 5 | 3 | 1 | 1 | 15 | 6  | +9  | 7   |
|     | Corea del Sur | 5 | 2 | 1 | 2 | 14 | 10 | +4  | 5   |
| 4   | Canadá        | 5 | 2 | 1 | 2 | 8  | 9  | -1  | 5   |
| 5   | Reino Unido   | 5 | 1 | 1 | 3 | 6  | 7  | -1  | 3   |
| 6   | Nueva Zelanda | 5 | 0 | 0 | 5 | 1  | 30 | -29 | 0   |